# Giedrė Ričkutė
Giedrė Ričkutė  ist eine litauische Verwaltungsjuristin und Politikerin, Vizeministerin für Umwelt.

## Leben
Nach dem Abitur am Gymnasium absolvierte Giedrė Ričkutė  das Bachelor- und dann das Masterstudium der Rechtswissenschaft an der Mykolo Romerio universitetas in der litauischen Hauptstadt Vilnius. Danach begann sie ihre Arbeit im Ministerium als Fachkraft in der Rechtsabteilung am Umweltministerium Litauens.
Später leitete sie  die Unterabteilung für Recht und Personal. Sie war auch Kanzlerin und ab dem 26. Juni 2023 kommissarische Direktorin des Nationalen Landamts am Landwirtschaftsministerium Litauens.
Seit Juli 2023 ist Ričkutė stellvertretende Umweltministerin Litauens als Stellvertreterin von Simonas Gentvilas, der Minister im Kabinett Šimonytė ist. Sie befasst sich  mit Fragen der Gesetzgebung in den Bereichen Landmanagement und -verwaltung, Raumplanung, Geodäsie und Kartographie.

## Quelle
1. ↑  Paskirta laikinoji Nacionalinės žemės tarnybos vadovė

| Personendaten    | Personendaten                                     |
| ---------------- | ------------------------------------------------- |
| NAME             | Ričkutė, Giedrė                                   |
| KURZBESCHREIBUNG | litauische Politikerin, Vizeministerin für Umwelt |
| GEBURTSDATUM     | 20. Jahrhundert                                   |